# 大谷裕
大谷 裕（おおたに ゆう、ブラジルポルトガル語: Yul Ōtani、1985年 -）は、真宗大谷派の僧侶。
真宗大谷派第二十六代門首大谷暢裕の長男。2013年に得度し、真宗大谷派の僧籍を取得した。2017年3月28日に鍵役に就任。2020年7月より同派の新門（次期門首）および開教司教に就任。2020年8月現在、大谷大学大学院（真宗学）に在籍。

## 概要
ブラジル出身。2008年、サンパウロ大学分子学科を卒業。2011年、東京大学大学院数理科学研究科修士課程に入学。2013年に同博士課程に進学し、2017年3月24日に同博士課程を修了する。博士論文「代数的場の量子論におけるエンタングルメント・エントロピー」（Entanglement Entropy in Algebraic Quantum Field Theory）で数理科学の博士学位を取得した。

## 親族
浄土真宗の宗祖とされる親鸞は、裕の直系尊属である。真宗大谷派第二十五代門首の大谷暢顯は、裕の従伯父にあたる。つまり、父である暢裕と従伯父の暢顯は従兄弟であり、第二十三代門首彰如（大谷光演）の孫である。裕は彰如のひ孫である。